# コズロドゥイ
コズロドゥイ（ブルガリア語: Козлоду̀й / Kozloduy）はブルガリア北西部の町、およびそれを中心とした基礎自治体。ヴラツァ州に属する。ドナウ川に面している。町は1877年11月23日にロシア帝国軍によってオスマン帝国から解放された。近くにはブルガリアで唯一の原子力発電所であるコズロドゥイ原子力発電所がある。また、ブルガリア領のドナウ川の中洲の島としては2番目に大きいコズロドゥイ島がある。町はまた、ラデツキ船（Радецки / Radetski）で知られる。ラデツキ船は、民族解放期の革命家フリスト・ボテフが200人とともに革命闘争のためにドナウ川を渡る際に使用された船である。

## 町村
コズロドゥイ基礎自治体（Община Козлодуй）には、その中心であるコズロドゥイをはじめ、以下の町村（集落）が存在している。
- Бутан
- Гложене
- Козлодуй

- Крива бара
- Хърлец

## 姉妹都市
コズロドゥイは、以下の都市と姉妹都市提携を結んでいる。
- ボシレグラード -  セルビア、プチニャ郡

## 脚注

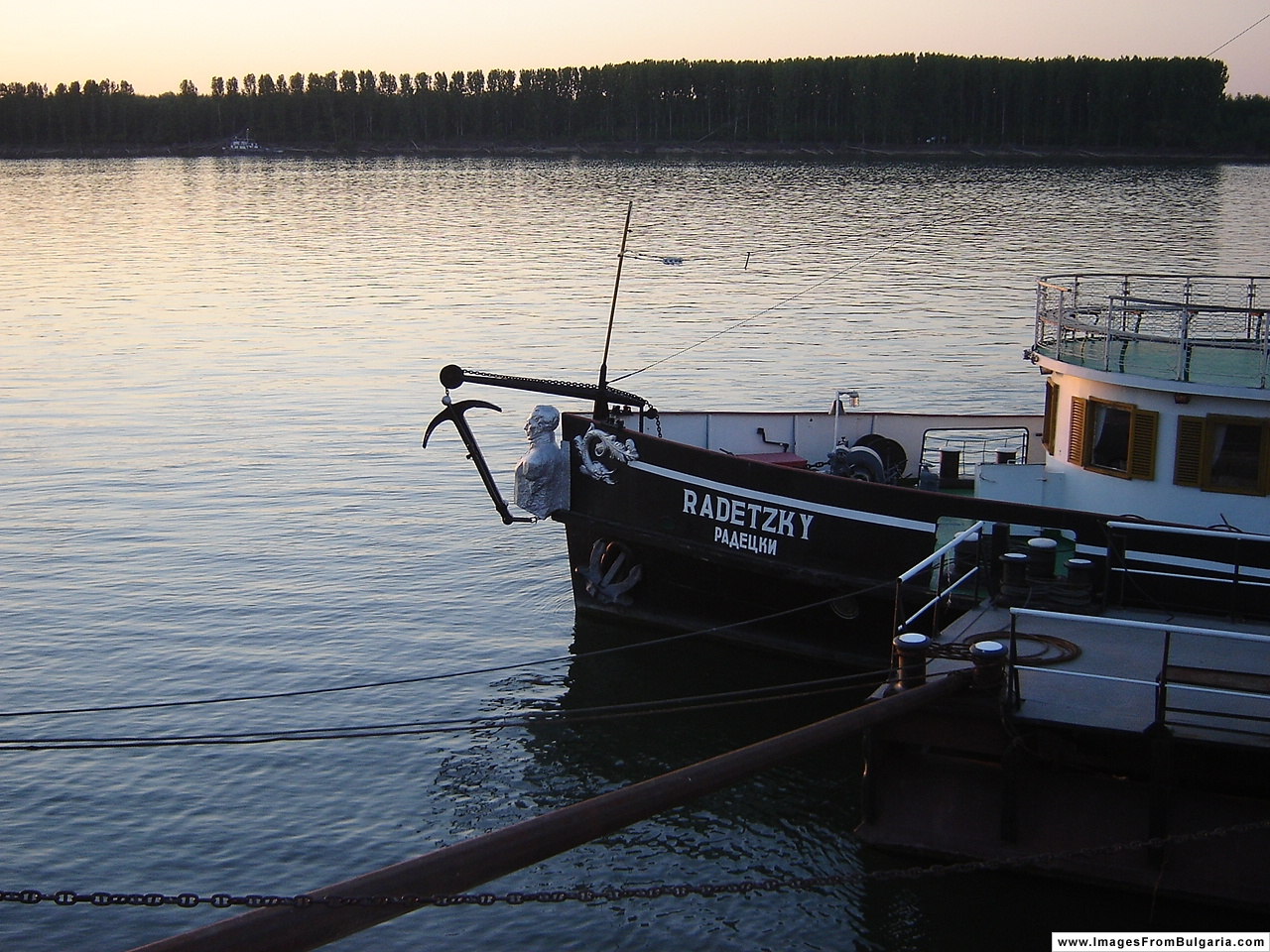
ラデツキ船